# KVZ Glabbeek
K. Vliegende Zwaluwen Glabbeek is een Belgische voetbalclub uit Glabbeek. De club is aangesloten bij de KBVB met stamnummer 5806 en heeft groen-rood als kleuren. De club speelt al heel zijn bestaan in de provinciale reeksen.

## Geschiedenis
De Vliegende Zwaluwen Glabbeek-Zuurbemde werd opgericht op in 1954 en trad aan in de toenmalige laagste afdeling van de KBVB, de Derde Provinciale. In 1955 werd de club ingeschreven onder stamnummer 5806 en aanvaard door de K.B.V.B.. De maatschappelijke zetel was Café Verdee aan de Tiensesteenweg in Glabbeek-Zuurbemde.
De naam was afkomstig van de hoogspanningsleiding die al jaren over het voetbalplein loopt. Hier kwamen vroeger, tijdens de trek van de vogels naar het zuiden, zwaluwen uitrusten op deze kabels boven het veld en zo ontstond de naam Vliegende Zwaluwen.